# Nathalie Du Pasquier
Nathalie Du Pasquier (Bordeus, 14 de febrer de 1957) és una figura destacada en el món de l'art i el disseny. Com a membre fundador del Grup Memphis, va contribuir a la escena del disseny a la dècada dels 80 amb els seus atrevits i colorits dissenys. La seva obra abasta una varietat de mitjans, des de mobles i tèxtils fins a pintura i joieria. La seva capacitat per fusionar formes geomètriques amb colors vibrants li ha atorgat un lloc destacat en la història del disseny contemporani. I la seva transició cap a la pintura des de finals dels anys 80 mostra la seva versatilitat i evolució com a artista.
El distintiu estil colorit i exòtic de Nathalie Du Pasquier impregna tots els seus dissenys, és increïblement únic i altament reconeixible, on els colors brillants es barregen amb línies audaces per crear patrons únics.

## Biografia
Du Pasquier va néixer a Bordeus (França) el 1957. Va rebre influències dels seus pares; la seva mare era historiadora de l'art, cosa que li va fer apreciar l'art clàssic.

Natalie du Pasquier va obtenir part de la seva inspiració en un viatge que va realitzar als vint anys per l'Àfrica occidental, entre 1975 i 1979. Va viatjar per Gabon i Àfrica Occidental; atreta pels colors i patrons de l'art africà, i el 1979 va tornar a Europa i es va instal·lar a Milà, per a establir el seu propi estudi de disseny, que replantejava les enèrgiques combinacions de colors i formes que havia vist durant els seus viatges.

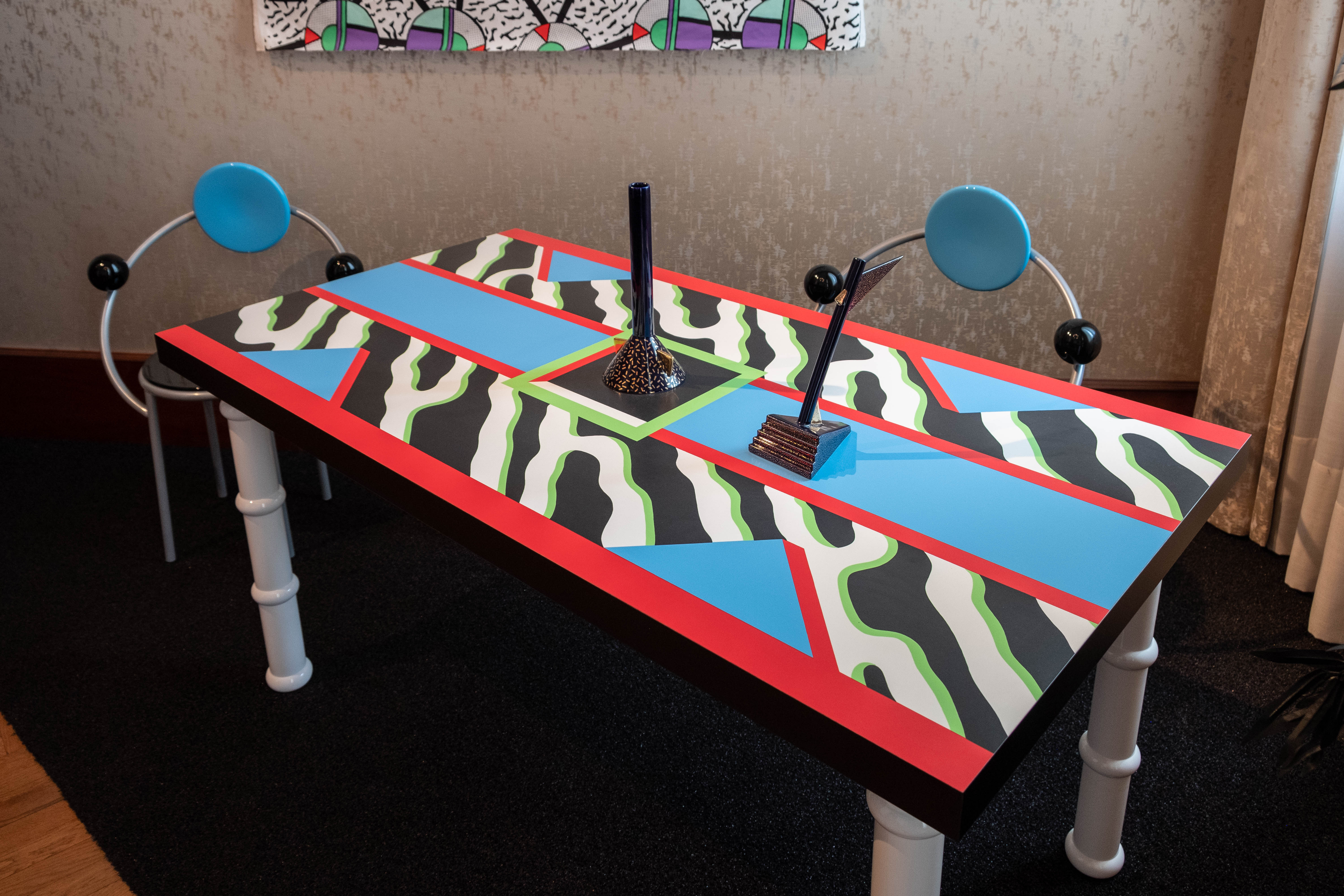
Taula de Nathalie du Paquier, pel Grup Memphis

A principis de 1981, du Pasquier va conèixer al dissenyador britànic George Sowden (nascut en 1942) mentre treballava a Olivetti, que ja s'havia associat amb Ettore Sottsass en el Grup Memphis per a investigar nous enfocaments de disseny. Poc després, du Pasquier va conèixer el Grup Memphis i li van demanar que s'unís a ell, convertint-se en el membre més jove del grup. Encara que els primers anys de du Pasquier en el Grup Memphis es van caracteritzar per una exploració més àmplia de diversos mitjans, inclòs el tèxtil, du Pasquier es va dedicar per complet a la pintura, fins al punt que en 1987 va declarar que era el principal focus de la seva producció.

Al dissoldre's el Grup Memphis el 1987, Du Pasquier doncs s'allunya del disseny i es dedica plenament dedicada a la pintura. Els seus primers treballs són quadres amb paisatges, objectes, persones o animals; una pintura narrativa. Durant la dècada dels noranta i primers dos mil, els éssers vius van desapareixent de la seva pintura fins que a poc a poc evoluciona fins a natura morta. En aquests explora la relació entre objectes quotidians, les tensions i harmonies que sorgeixen de la composició. L'enfocament refinat de du Pasquier li va brindar l'oportunitat de submergir-se per complet en l'exploració de les relacions dinàmiques entre els patrons i les paletes de la seva obra.

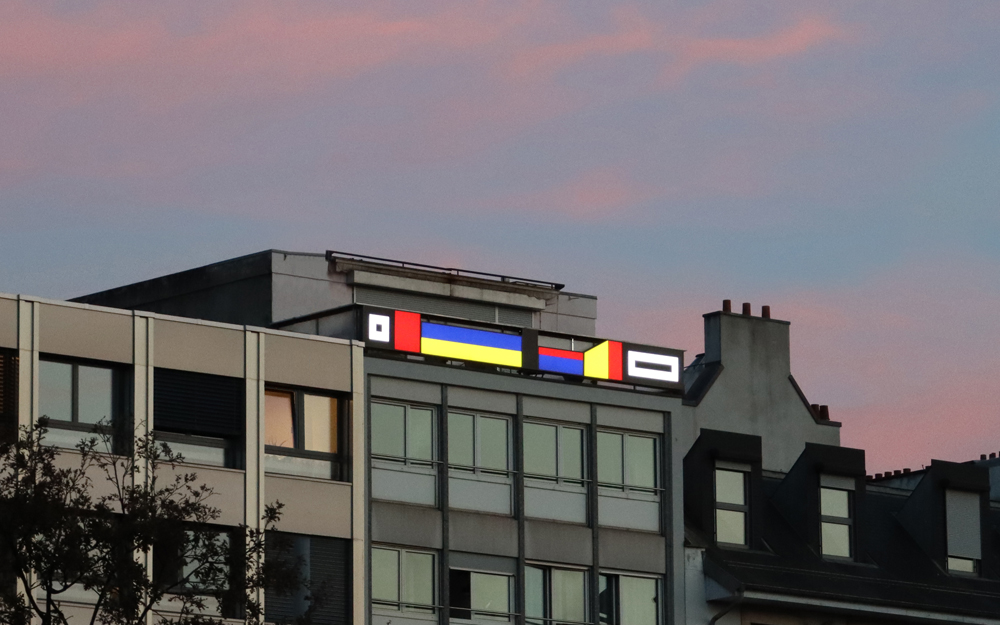
Instal·lació neó permanent, 2022

## Creació
El que impulsava a du Pasquier era la missió d'unir els diversos fils de diferents tradicions en la seva pròpia estètica moderna. Com va assenyalar en una entrevista de 2015, «Memphis existia abans d'Internet, i tots els ingredients de Memphis eren coses que procedien d'horitzons molt diferents».
Du Pasquier es va desenvolupar una fascinació per les imatge d'objectes bidimensionals i tridimensionals. Durant molt de temps va crear naturaleses mortes reconstruint objectes quotidians. Més tard va construir estructures de fusta que representaven objectes amb un ull realista per a la dimensió i la simetria. L'obra de Du Pasquier consisteix en formes i colors atrevits. Les seves pintures i figures representen una volta de rosca a l'art abstracte. No és partidària d'utilitzar gràfics d'alta tecnologia en el seu art. La majoria de les seves obres es completen posteriorment amb llapis i paper. Du Pasquier afirma que s'esforça per ajuntar «elements que siguin interessants de pintar».
Du Pasquier descriu la relació entre les seves primeres obres i les posteriors com «una cadena de pensaments que se succeeixen». Seria impossible no relacionar totes dues coses, encara que en un moment donat decidís convertir-me en pintora».
Aquesta compulsió per buscar el nou i avançar-se al seu temps ha continuat per a du Pasquier en el segle XXI, ja que continua treballant en el seu estudi de Milà. També manté un actiu calendari d'exposicions i va completar una mostra individual de la seva obra a la Galeria Pastura de Seül (Corea del Sud), la primavera del 2019.

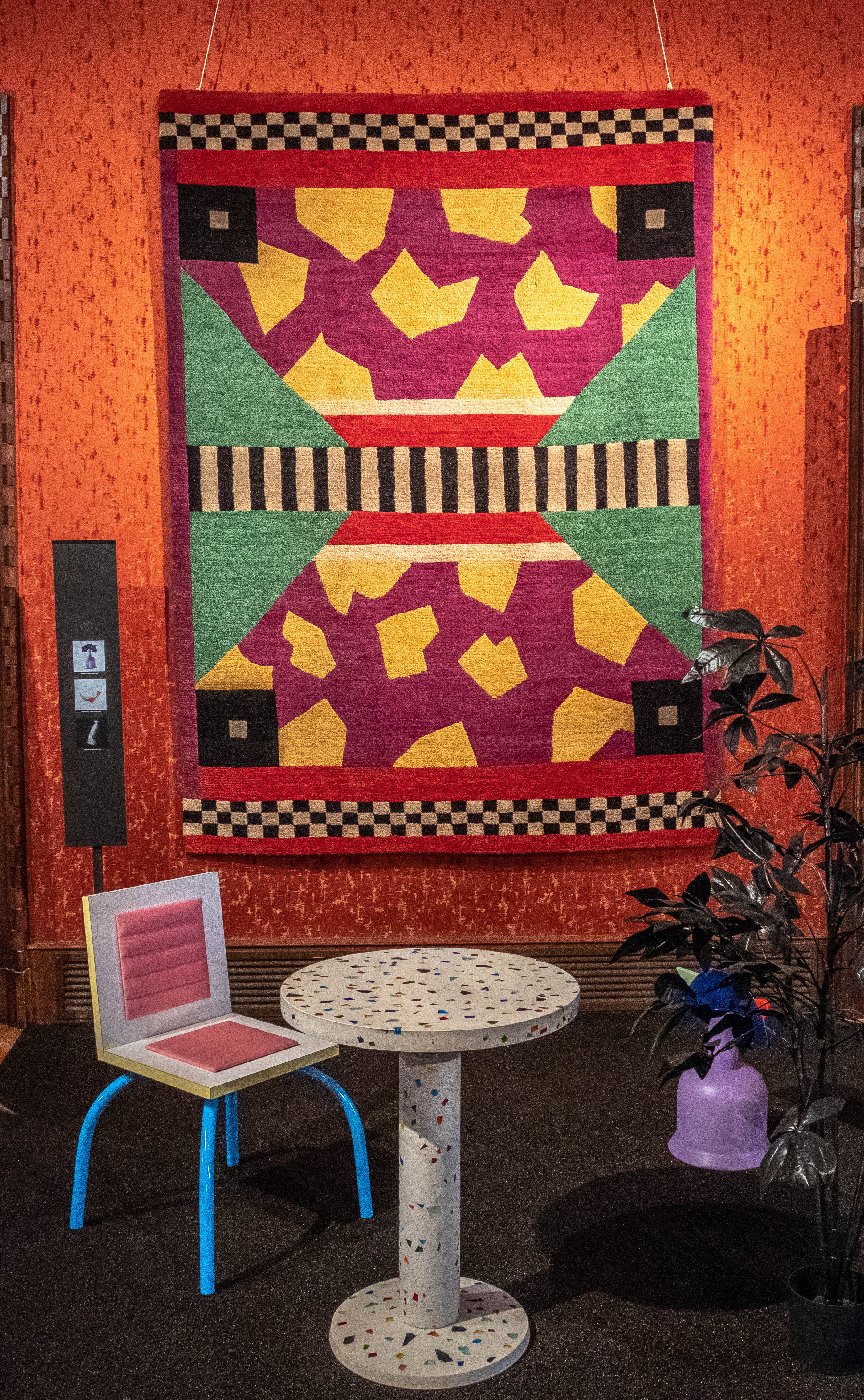
Alfombra del Grup Memphis, de la Nathalie du Pasquier. 1985.

### Treball amb Memphis Group
El1981 Sottsass funda el Grup Memphis i amb una estètica rupturista i iconoclasta. Du Pasquier és en gran part responsable del resultat: és l'artífex dels patrons i estampats tan característics d'aquest moviment.

### Pintura
El seu estil pictòric és net i senzill però ple de força. Amb el pas dels anys els objectes que pinta van prenent formes menys figuratives fins a arribar a una pintura totalment abstracta on predomina l'estudi de la forma i el color. Per a realitzar aquests quadres, part de petites construccions de fusta que després porta al llenç, però arriba un moment en què aquestes peces escultòriques es converteixen en part de la seva obra per dret propi. Nathalie du Pasquier té obra al Macba de Barcelona.

### Treball en solitari
Du Pasquier continua dissenyant tèxtils, inclosos patrons per a roba produïda de marques com American Apparel, o mantes i roba de llit, amb el seu marit George Sowden, per a Zig Zag Zurich el 2015. Més endavant en la seva carrera, Du Pasquier es va endinsar en el disseny de luxe, dissenyant mocadors de seda per a Hermès i vestits per a Valentino.
La seva recent exposició a Mòdena (Itàlia) inclou set escultures seves. L'obra exhibia maons de colors i textures que mostraven la seva dualitat d'art i arquitectura. El propòsit de l'exposició era ser interpretada per l'espectador.

## Publicacions
- 0 Tappeti Moderni = 10 alfombras modernas, 1986, amb George Sowden
- Viaje tranquilo, 1993
- Nathalie du Pasquier, 2001, amb Peter Cherry
- Nathalie du Pasquier: dominó, 2002.
- Organizar las cosas: una retórica de la colocación de objetos (ilustrador), 2003, amb Leonard Koren
- Cuadros cuadrados, 2011
- 1/16 de Pasquier, 2011
- ¡Peligro! ¡Flores!, 2012 amb Steve Piccolo
- Nathalie du Pasquier: No te tomes en serio estos dibujos, 2015, amb Omar Sosa